# Världsmästerskapen i bordtennis 1931
Världsmästerskapen i bordtennis 1931 spelades i Budapest under perioden 10-15 februari 1931.

## Medaljörer

### Lag
| Disciplin            | Guld                                                                       | Silver                                                                                                  | Brons |
| Herrarnas lagtävling | Ungern Viktor Barna Laszlo Bellak Lajos David István Kelen Miklós Szabados | England Charles Bull Adrian Haydon David Jones Stanley Proffitt Tommy Sears                             |       |
| Herrarnas lagtävling | Ungern Viktor Barna Laszlo Bellak Lajos David István Kelen Miklós Szabados | Tjeckoslovakien Stanislav Kolář Jindrich Lauterbach Antonin Malecek Bedrich Fritz Nikodem Karel Svoboda |       |

### Individuellt
| Disciplin   | Guld                              | Silver                           | Brons                             |
| Herrsingel  | Miklós Szabados                   | Viktor Barna                     | Ferenc Kovacs                     |
| Herrsingel  | Miklós Szabados                   | Viktor Barna                     | Nikita Madjaroglou                |
| Damsingel   | Mária Mednyánszky                 | Mona Muller-Rüster               | Magda Gal                         |
| Damsingel   | Mária Mednyánszky                 | Mona Muller-Rüster               | Anna Sipos                        |
| Herrdubbel  | Viktor Barna Miklós Szabados      | Lajos Leopold David István Kelen | Jindrich Lauterbach Karel Svoboda |
| Herrdubbel  | Viktor Barna Miklós Szabados      | Lajos Leopold David István Kelen | Manfred Feher Alfred Liebster     |
| Damdubbel   | Mária Mednyánszky Anna Sipos      | Magda Gal Lili Tiszai            | Lili Forbath Helly Reitzer        |
| Damdubbel   | Mária Mednyánszky Anna Sipos      | Magda Gal Lili Tiszai            | Mona Muller-Rüster Marie Smidova  |
| Mixeddubbel | Miklós Szabados Mária Mednyánszky | Viktor Barna Anna Sipos          | Sándor Glancz Magda Gal           |
| Mixeddubbel | Miklós Szabados Mária Mednyánszky | Viktor Barna Anna Sipos          | Laszlo Bellak Marta Komaromi      |

### Fotnoter
1. ↑  ”World Championships Results”. ITTF Museum. Arkiverad från originalet den 11 maj 2012. https://web.archive.org/web/20120511103023/http://www.ittf.com/museum/results/WorldChresults.html. Läst 7 april 2012.
2. ↑  ”ITTF Statistics”. ittf.com. Arkiverad från originalet den 4 mars 2016. https://web.archive.org/web/20160304054530/http://www.ittf.com/ittf_stats/All_events4.asp?Competition_ID=5. Läst 7 april 2012.